# 마쓰바라역 (도쿄도)
마쓰바라역(일본어: 松原駅, まつばらえき)은 일본 도쿄도 세타가야구에 있는 도쿄 급행 전철 세타가야 선의 역이다. 역 번호는 SG09이다.
세타가야 구 아카쓰쓰미 2・3・4초메, 마쓰바라 4초메의 경계선에 위치하고 있다.

## 역 구조
상대식 승강장 2면 2선의 지상역이다. 평일 아침 러시아워에는 하행 승강장에 담당자가 배치되어 승하차 정리를 한다(운임 수수는 실시되지 않음).

### 승강장
| 승강장 | 노선        | 방향 | 행선                    |
| ------ | ----------- | ---- | ----------------------- |
| 서     | 세타가야 선 | 하행 | 시모타카이도 방면       |
| 동     | 세타가야 선 | 상행 | 가미마치・산겐자야 방면 |

## 역 주변
- 아카마쓰 공원
- 도쿄 도도 제427호선 세타누쿠이 선
- 아카쓰쓰미 상점가
- 세타가야 아카쓰쓰미니 우편국

## 역사
- 1949년 9월 1일: 다마덴마쓰바라역으로 영업 개시.
- 1969년 5월 11일: 마쓰바라역으로 역명 변경.

## 인접역
| 도쿄 급행 전철 세타가야 선   | 도쿄 급행 전철 세타가야 선 | 도쿄 급행 전철 세타가야 선           |
| ---------------------------- | -------------------------- | ------------------------------------ |
| SG 08 야마시타 산겐자야 방면 |                            | 시모타카이도 SG 10 시모타카이도 방면 |